# هنري بيكر (سياسي)
هنري بيكر (بالإنجليزية: Henry Baker)‏ هو سياسي أسترالي، ولد في 1 سبتمبر 1890 في ليفربول في المملكة المتحدة، وتوفي في 20 يوليو 1968 في هوبارت في أستراليا. حزبياً، نشط في Nationalist Party (Australia) ‏. وقد انتخب عضو مجلس نواب تسمانيا.